# Витовница
Витовница је насеље у Србији у општини Петровац на Млави у Браничевском округу. Према попису из 2022. било је 137 становника. Витовница је родни крај познатог српског духовника архимандрита Тадеја.

## Историја
Наводи се 1867. године да парохију Витовницу чине, поред истоименог села са 77 кућа и Мељница (са 260 кућа), Стамница (са 210) и Бистрица (са 122). Што укупно чини тада 669 кућа. За место се каже да је претежно насељено Власима, попут и других у околини. Земља је неплодна звана лапорача. Живи се од шуме коју сељаци секу и продају неконтролисано. Филоксера је пре 1895. године уништила тамошње винограде.
Новембра 1902. године од општине Стамнице, настале су раздвајањем две - Стамница и Витовница. Било је то по жељи његових становника. Витовница је имала у то време скоро 500 становника. Поштар сеоски Петар Лалић је свакодневно преносио пола века (1934) пошту између Витовнице и 11 километара удаљеног Петровца (на Млави).
Школа коју је 1861. године подигао истоимени манастир, је пре 1896. године била затворена (између 1860-1870). Затим је поново прорадила школа, у којој је 1881. године постављена као привремена "учитељка" Персида Јанковић. Затворена је школа 1880. године као "најгора" у срезу. Министар је по затварању школа премештао учитеље одатле, а долазили су незванично оболели учитељи и ту им је било прибежиште. Постављен је 1892. године за учитеља сва четири разреда Велимир Павловић, и ту остао до 1893. године. Умро је месни учитељ Милић Симовић почетком 1894. године, три месеца касније и његов колега Михаило Илић. Уместо Ружице Поповић, колегиница Јелисавета Буквић долази у место 1896. године, а Зорка Тодоровић предаје другом разреду у Витовници 1898. године. Нова витовничка школа је отворена 1904. године, заслугом председника општине Драгутина Јанковића. Године 1904. прво ради манастирски игуман Методије Михајловић. Витановачку децу је до 1906. године учио Сава Димитријевић. У школи 1906. почиње да ради Душан Кострешић, "турски поданик" из места Шљеготин у Босни. Учитељ Душан 1907. године постаје стални, а напушта катедру пред рат 1914. године.
Црква православна је посвећена празнику Велика Госпојина, када се око ње одржава сабор.

## Демографија
У насељу Витовница живи 148 пунолетних становника, а просечна старост становништва износи 54,6 година (52,0 код мушкараца и 57,1 код жена). У насељу има 71 домаћинство, а просечан број чланова по домаћинству је 2,35.
Становништво у овом насељу веома је нехомогено, а у последња три пописа, примећен је пад у броју становника.
|  |

| Демографија | Демографија | Демографија |
| Година      | Становника  | Становника  |
| ----------- | ----------- | ----------- |
| 1948.       | 535         |             |
| 1953.       | 522         |             |
| 1961.       | 467         |             |
| 1971.       | 425         |             |
| 1981.       | 352         |             |
| 1991.       | 319         | 244         |
| 2002.       | 167         | 263         |
| 2011.       | 246         |             |

| Етнички састав према попису из 2002.‍ | Етнички састав према попису из 2002.‍ | Етнички састав према попису из 2002.‍ | Етнички састав према попису из 2002.‍ | Етнички састав према попису из 2002.‍ |
| ------------------------------------ | ------------------------------------ | ------------------------------------ | ------------------------------------ | ------------------------------------ |
|                                      |                                      |                                      |                                      |                                      |
| Власи                                | Власи                                |                                      | 76                                   | 45,50%                               |
| Срби                                 | Срби                                 |                                      | 67                                   | 40,11%                               |
| Румуни                               | Румуни                               |                                      | 1                                    | 0,59%                                |
| Македонци                            | Македонци                            |                                      | 1                                    | 0,59%                                |
| непознато                            | непознато                            |                                      | 2                                    | 1,19%                                |

| Година пописа     | 1948. | 1953. | 1961. | 1971. | 1981. | 1991. | 2002. |
| ----------------- | ----- | ----- | ----- | ----- | ----- | ----- | ----- |
| Број домаћинстава | 113   | 114   | 118   | 112   | 98    | 89    | 71    |

| Број чланова      | 1  | 2  | 3 | 4 | 5 | 6 | 7 | 8 | 9 | 10 и више | Просек |
| ----------------- | -- | -- | - | - | - | - | - | - | - | --------- | ------ |
| Број домаћинстава | 28 | 18 | 8 | 8 | 7 | 2 | 0 | 0 | 0 | 0         | 2,35   |

| Пол    | Укупно | Неожењен/Неудата | Ожењен/Удата | Удовац/Удовица | Разведен/Разведена | Непознато |
| ------ | ------ | ---------------- | ------------ | -------------- | ------------------ | --------- |
| Мушки  | 75     | 17               | 40           | 14             | 3                  | 1         |
| Женски | 78     | 4                | 42           | 28             | 4                  | 0         |
| УКУПНО | 153    | 21               | 82           | 42             | 7                  | 1         |

| Пол    | Укупно                    | Пољопривреда, лов и шумарство | Рибарство                            | Вађење руде и камена | Прерађивачка индустрија       |
| ------ | ------------------------- | ----------------------------- | ------------------------------------ | -------------------- | ----------------------------- |
| Мушки  | 40                        | 30                            | 0                                    | 1                    | 3                             |
| Женски | 27                        | 24                            | 0                                    | 0                    | 1                             |
| УКУПНО | 67                        | 54                            | 0                                    | 1                    | 4                             |
| Пол    | Производња и снабдевање   | Грађевинарство                | Трговина                             | Хотели и ресторани   | Саобраћај, складиштење и везе |
| Мушки  | 1                         | 1                             | 0                                    | 0                    | 1                             |
| Женски | 0                         | 0                             | 0                                    | 0                    | 0                             |
| УКУПНО | 1                         | 1                             | 0                                    | 0                    | 1                             |
| Пол    | Финансијско посредовање   | Некретнине                    | Државна управа и одбрана             | Образовање           | Здравствени и социјални рад   |
| Мушки  | 0                         | 1                             | 0                                    | 1                    | 1                             |
| Женски | 0                         | 0                             | 0                                    | 0                    | 2                             |
| УКУПНО | 0                         | 1                             | 0                                    | 1                    | 3                             |
| Пол    | Остале услужне активности | Приватна домаћинства          | Екстериторијалне организације и тела | Непознато            | Непознато                     |
| Мушки  | 0                         | 0                             | 0                                    | 0                    | 0                             |
| Женски | 0                         | 0                             | 0                                    | 0                    | 0                             |
| УКУПНО | 0                         | 0                             | 0                                    | 0                    | 0                             |